# Chitralis
Les Chitralis (en khowar : چترالي) sont un groupe ethnique vivant principalement au Pakistan, avec une petite population vivant en Afghanistan. Ils parlent une langue darde, le khowar et vivent essentiellement dans le district de Chitral.

## Culture
En raison du lieu de vie des Chitralis, au carrefour entre l'Asie centrale et l'Asie du Sud, ils affichent une grande variété de cultures, variant avant tout selon leurs antécédents ethniques et familiaux.